# Monteur de lignes
 (novembre 2013).
Le monteur de lignes exécute des travaux de construction, de réparation et d'entretien des réseaux de distribution ou de transport d'électricité ainsi que des postes de transformation électriques.
Cette appellation désigne également ceux qui installent et entretiennent les lignes de réseaux téléphoniques, de câblodistribution et, plus récemment, de fibre optique.

## Historique
Le métier a débuté lors du déploiement du télégraphe dans les années 1840. Les lignes de transmission pouvaient être installées dans les arbres mais le poteau de bois fut rapidement adopté. L'expression « monteur de lignes » (« lineman » ou « linesman », en anglais) fut alors utilisée pour désigner ceux qui effectuaient l'installation des poteaux et le tirage de câble. Cette expression continua d'être utilisée lors du déploiement de réseaux téléphoniques dans les années 1870 et un peu plus tard pour les réseaux électriques dans les années 1890.